# غازي علي ضاوي
غازي علي ضاوي كان قائدا لحزب الله. ولد في عام 1988 في الخيام بلبنان. قتل في عام 2015 في مرتفعات الجولان التي تحتلها إسرائيل في محافظة القنيطرة بسوريا خلال الحرب الأهلية السورية من قبل إسرائيل.

## السيرة الذاتية
غازي علي ضاوي المعروف أيضا باسم دانيال كان يبلغ من العمر 26 عاما من بلدة الخيام في محافظة جنوب لبنان بجنوب لبنان. كان قيادي في حزب الله من المستوى الأدنى مسؤولا عن وحدات أصغر أو مناطق جغرافية في مرتفعات الجولان.

## الاغتيال
في عام 2015 بعد أيام من إعلان حسن نصر الله أن العدوان الجوي الإسرائيلي على سوريا يعني أن الجمهورية العربية السورية وحلفاءها لهم الحق في الرد قامت مروحية إسرائيلية بتفجير غازي علي ضاوي وخمسة قادة آخرين من حزب الله بما في ذلك جهاد عماد مغنية ومحمد عيسى في محافظة القنيطرة. كانوا يقودون قافلة في محافظة القنيطرة إلى جانب حرس الثورة الإسلامية الإيراني بالقرب من مرتفعات الجولان التي تحتلها إسرائيل في 18 يناير 2015 عندما دمرت المروحية الإسرائيلية القافلة.